# SIZZY
SIZZY는 태국의 걸 그룹이였다. 플로이숌푸 수파삽(잔), 라미다 지라노라팟(제인), 라트리차 파파키티(시이즈), 사룬차나 아피사마이몽콜(에이)로 구성되어 있었다. 공식 팬클럽은 'FIZZY'다.

## 구성원
- 플로이숌푸 수파삽(잔) — 리더, 가수
- 라미다 지라노라팟(제인) — 래퍼, 가수
- 라트리차 파파키티(시이즈) — 두번째 리더, 댄서, 가수
- 사룬차나 아피사마이몽콜(에이) — 가수

## 음반
- 2019: ชักช้า(เอิงเอย) (Loading Love)
- 2020: เปลี่ยนคะแนนเป็นแฟนได้ไหม (Love Score)
- 2021: ห้ามใจ (Unstoppable)
- 2022: พิสูจน์ (Prove It)
- 2022: รับผิดชอบใจฉันด้วย (LOVE RESPONSE)
- 2023: HUI LAY HUI